# Tlahuica

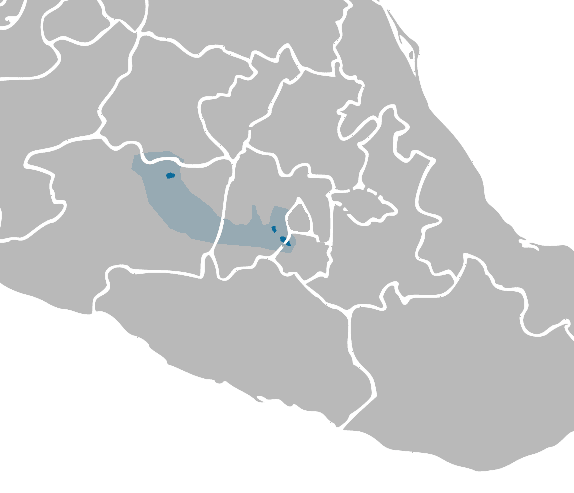
Territoris de parla Matlatzinca

El tlahuica, també anomenat atzinca o ocuilteco, és una llengua parlada per 842 persones que habiten principalment en la localitat de San Juan Atzingo, en el sud de l'Estat de Mèxic, en el centre de Mèxic. És una llengua afiliada al grup otopame de la família lingüística otomang. De vegades s'usa el nom matlatzinca per a aquesta llengua, de fet el matlatzinca pròpiament dit és una variant, relativament propera al tlahuica pròpiament dit, una tercera variant parlada a Michoacán és el pirinda.
En el seu idioma natiu, el tlahuica o ocuilteco rep el nom de pjiekak'joo, que significa 'el que jo soc', o 'el que jo parlo', segons les traduccions dels nadius. El terme ocuiltecah significa en nàhuatl 'gent del lloc de cucs', el nom ocuiltec tal vegada és confús perquè actualment la llengua no s'usa a Ocuila sinó a dues ranxeries dependents d'aquesta localitat.
Per la grandària extremadament reduïda de la seva comunitat lingüística, el tlahuica és classificat com una llengua en imminent perill d'extinció. En el cens de 2000, només 26 persones de menys de 20 anys estaven documentats com a parlants d'ocuilteco. A partir de 2001, la llengua tlahuica ha passat a ser considerada com a llengua nacional per la legislació mexicana en matèria de drets lingüístics. A partir de l'any 2003 ha estat inclosa dins del Premi de Poesia Jove "Acolmiztli Nezahualcóyotl".